# Asociación Deportiva Puma Generaleña
L'Asociación Deportiva Puma Generaleña, nota semplicemente come Puma Generaleña, è una società calcistica costaricana con sede nella città di San Isidro de El General. Milita nella Primera División, la massima divisione del campionato costaricano.

## Palmarès

### Competizioni nazionali
- Segunda División de Costa Rica: 1

2013-2014

## Organico

### Rosa
Aggiornata al 25 giugno 2015.
| N. |                       | Ruolo | Calciatore           |
| -- | --------------------- | ----- | -------------------- |
|    | Costa Rica (bandiera) | P     | Román Arrieta        |
|    | Costa Rica (bandiera) | P     | Néstor Mena          |
|    | Costa Rica (bandiera) | P     | Brandon Mora         |
|    | Costa Rica (bandiera) | D     | Cristhian Bermúdez   |
|    | Costa Rica (bandiera) | D     | Mauricio Castro      |
|    | Nicaragua (bandiera)  | D     | Luis Fernando Copete |
|    | Panama (bandiera)     | D     | David Daniels        |
|    | Costa Rica (bandiera) | D     | Róger Fallas         |
|    | Costa Rica (bandiera) | D     | Asdrubal Gibbons     |
|    | Costa Rica (bandiera) | D     | Pablo Granados       |
|    | Costa Rica (bandiera) | D     | Esteban Maitland     |
|    | Costa Rica (bandiera) | D     | Allan Miranda        |
|    | Costa Rica (bandiera) | D     | Roberto Mudarra      |
|    | Costa Rica (bandiera) | D     | Rodolfo Rodríguez    |
|    | Costa Rica (bandiera) | D     | Esteban Sirias       |

| N. |                       | Ruolo | Calciatore         |
| -- | --------------------- | ----- | ------------------ |
|    | Costa Rica (bandiera) | C     | Anthony Calvo      |
|    | Argentina (bandiera)  | C     | Lucas Carrera      |
|    | Costa Rica (bandiera) | C     | Andrés Castro      |
|    | Costa Rica (bandiera) | C     | Greivin Chinchilla |
|    | Costa Rica (bandiera) | C     | Julio Elizondo     |
|    | Costa Rica (bandiera) | C     | Maykol Ortiz       |
|    | Costa Rica (bandiera) | C     | Jordi Robles       |
|    | Costa Rica (bandiera) | C     | Ronald Salas       |
|    | Costa Rica (bandiera) | C     | David Solano       |
|    | Costa Rica (bandiera) | A     | Marvin Chinchilla  |
|    | Costa Rica (bandiera) | A     | Albán Gómez        |
|    | Nicaragua (bandiera)  | A     | Raúl Leguías       |
|    | Costa Rica (bandiera) | A     | Jefry Montoya      |
|    | Costa Rica (bandiera) | A     | Jaime Valderramos  |